# Il romanzo della cavallerizza
Il romanzo della cavallerizza (Komödianten) è un cortometraggio muto del 1913 diretto da Urban Gad che ha come protagonista Asta Nielsen.

## Produzione
Il film fu prodotto dalla Deutsche Bioscop GmbH e Projektions-AG Union (PAGU). Venne girato a Neubabelsberg, nei Bioscop-Atelier.

## Distribuzione
Uscì nelle sale cinematografiche tedesche in gennaio e uscì in Danimarca il 31 marzo 1913 con il titolo danese Komedianter. In Italia venne distribuito dalla Pathé nel 1914.